# Empyreuma sanguinosa
Empyreuma sanguinosa là một loài bướm đêm thuộc phân họ Arctiinae, họ Erebidae.